# Maiken Brathe

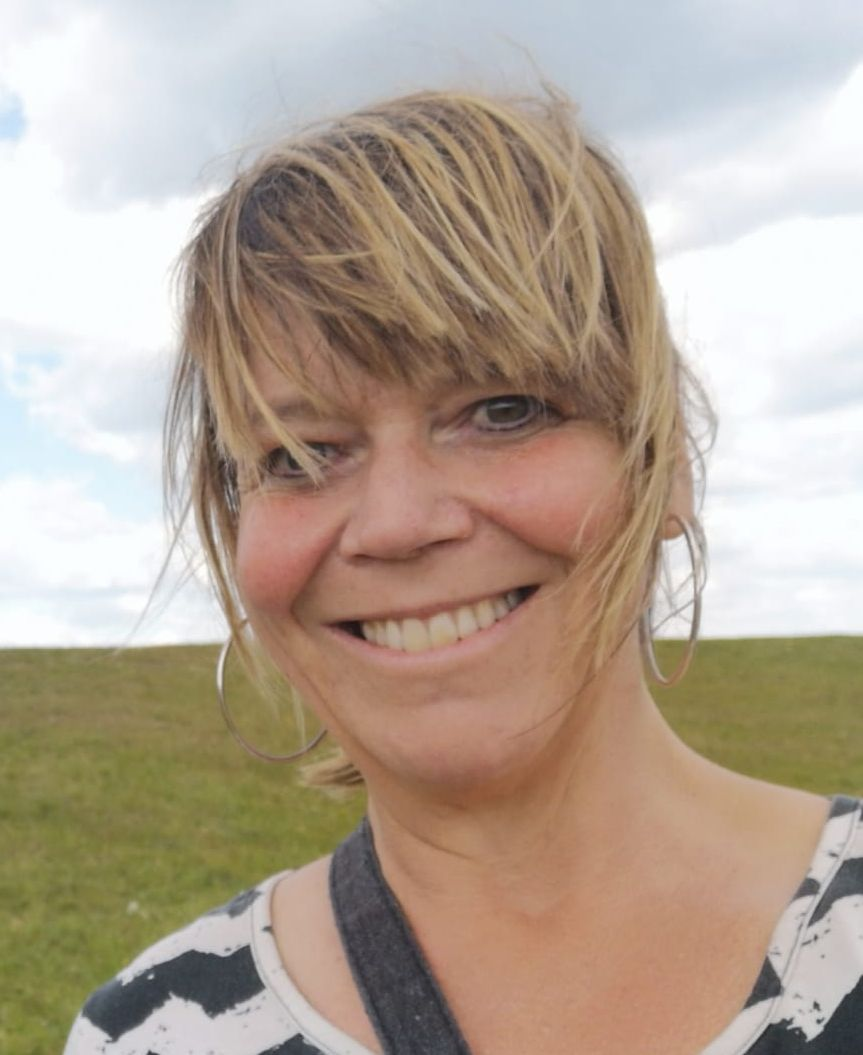
Maiken Brathe (2020)

Maiken Brathe (* 4. Mai 1970 in Hamburg) ist eine deutsche Schriftstellerin.

## Leben
Maiken Brathe ist Tochter des Diplom-Ingenieurs Erich Brathe und seiner Ehefrau Rita Brathe, geborene Blauschek, Sozialpädagogin.
Sie hat einen älteren Bruder, Erik, der in Dänemark lebt.
Im Alter von 10 Jahren erkrankte sie an juveniler Polyarthritis (Rheuma) und verbrachte viel Zeit in Krankenhäusern, lebte zeitweise im Grabbe-Internat in Detmold.
Nach dem Abitur studierte sie Germanistik, Journalistik und Politische Wissenschaften in Hamburg und schloss dieses mit dem Titel Magistra artium ab.
Seit 2016 arbeitet Brathe literarisch, verfasst Kurzgeschichten zu verschiedenen Themen, die sich meist auf Menschen beziehen, die im Leben zu kurz gekommen sind oder die von ihrer Umwelt ungerecht behandelt werden.
Seit 2024 ist sie im Vorstand des Kreiskulturverband Pinneberg.
Neben dem Schreiben fotografiert sie, was sich auch in ihren Büchern und Ausstellungen widerspiegelt.
Fast gleichzeitig zu ihrem Erstlingsroman Tilda erschien ihr Sachbuch über die Sterbebegleitung ihrer Mutter, die 2011 verstarb.
In der Folge erschienen drei weitere Romane sowie ein Sachbuch mit Kurzgeschichten.

## Veröffentlichungen

### Bücher
- Tilda. Helmer-Verlag, Roßdorf 2021, ISBN 978-3-89741-454-9.
- Leg schon mal die Handtücher auf die schönsten Wolken. Adakia-Verlag, Leipzig 2021, ISBN 978-3-941935-92-1.
- Klaus muss raus. Helmer-Verlag, Sulzbach am Taunus 2022, ISBN 978-3-89741-462-4.
- Tünde weiß alles. Helmer-Verlag, Sulzbach am Taunus 2023, ISBN 978-3-89741-471-6.
- Seitenblicke. Adakia-Verlag, Leipzig 2024, ISBN 978-3-911472-06-7.

### Kurzgeschichten
- Dachgedacht. In: Schuld (= Literaturzeitschrift Haller. Nr. 13). Verlag p.machinery Michael Haitel, 2016, ISBN 978-3-95765-073-3, ISSN 1869-4624, S. 15–24.
- Sechs Stufen zum Wir. In: Wir (= Karussell. Nr. 6). 2017, ISBN 978-3-945763-38-4, ISSN 0721-023X (bergischerverlag.de).
- Maiken Brathe: Lichtquadrate. In: Stephanie Keunecke et al. (Hrsg.): Fenster, Rahmen: Eine Bild-Text-Anthologie (= DueStorie. Band 4). Ruhrliteratur, Bochum 2017, ISBN 978-3-946420-19-4, S. 91–97.
- Wortwaisen. In: Wo die Menschen aufhörten Kriege zu führen… Burgenländisches Forum gegen Gewalt, 2016.[1]
- Mutters Sticheleien. In: Schmerzlos. Cluewriting, Zürich 2017.[2]
- Drei Dinge. In: Wir kommen in Frieden. Burgenländisches Forum gegen Gewalt, 2017.[3]
- Kein Fremdwort. In: Helga Bürster, Nicoleta Craita Ten'o, Anna Katharina Scherf, Inge Witzlau, Alfred Büngen (Hrsg.): Es hört sich an wie eine Melodie: Sieger- und ausgewählte Teilnehmerbeiträge des 2. b.bobs 59-Literaturwettbewerbs für Menschen mit Behinderung. Geest-Verlag, Vechta 2020, ISBN 978-3-86685-757-5, S. 49–54.
- Das Casting der Tiere. In: Manuela Kumpjan (Hrsg.): Moderne Weihnachten. Edition Paashaas Verlag, Hattingen 2020, ISBN 978-3-96174-076-5, S. 97–102.
- Naseweis und Schelmenpack. In: F. Zach (Hrsg.): Der Baum ist schon wieder schief. Berlin 2020, ISBN 978-3-00-067321-4.
- Die Krönung und ich. In: Thomas Schafferer (Hrsg.): Die Corona Anthologie. Innsbruck 2021, ISBN 978-3-9504143-9-4, S. 291–294.
- Den Weihnachtsmann gibt es doch gar nicht. In: Weihnachten (= Literaturzeitschrift Haller. Nr. 13). p.machinery, Winnert 2021, ISBN 978-3-95765-264-5, S. 11–21.
- Auf ein Wort. In: Von der Rettung der Welt… Burgenländisches Forum gegen Gewalt, 2021.[4]
- Ausflug zum See. In: Gelsing (Hrsg.): Introspektivmagazin #2, Fassade. Essen 2021, ISBN 978-3-9823578-2-9.
- Schabernack des Schicksals. In: Brigitte Lamberts (Hrsg.): Zur falschen Zeit am falschen Ort. Adakia Verlag, Leipzig 2021, ISBN 978-3-941935-96-9, S. 140–149.
- Schattenspiele. In: Marianne Behechti (Hrsg.): Bittersüße Wirklichkeiten. Band 1. Geest-Verlag, Vechta 2022, ISBN 978-3-86685-895-4, S. 94–98.
- Leberwurstküsse. In: Corinna Griesbach (Hrsg.): Ich feier das. p.machinery Michael Haitel, Winnert 2024, ISBN 978-3-95765-368-0, S. 50–56.

### Ausstellungen (Fotografie)
- Mikrokosmos – kleine Schönheiten, Johannis Hospiz, Elmshorn, 2015[5]
- David und Goliath, 6. Regionalschau, Drostei Pinneberg, 2017
- Op’n Diek, 7. Regionalschau, Drostei Pinneberg, 2022[6]
- Fotoarbeiten, Querschnitt, VHS Elmshorn, Winter 2022
- Perspektivwechsel, Kulturhaus, Tornesch, Sep.–Dez. 2023[7]

### Auszeichnungen (Literatur)
- 1. Platz, Uli-HORN-Preis; Deutsche Rheuma-Liga, 2008[8]
- Deutscher Siegertext und damit deutscher Beitrag für Europäischen Wettbewerb „Edgar-Stene-Prize“ jeweils 2015, 2016, 2017 und 2018[9]
- 3. Platz, Literaturwettbewerb „Goldenes Kleeblatt gegen Gewalt“. Burgenland (A), 2016[1]
- Gewinnerin (Top 5) Cluewriting Literaturwettbewerb „Schmerzlos“, 2017[2]
- 3. Platz, Europäischen Wettbewerb „Edgar-Stene-Prize“, 2018[10]
- 4. Platz, b-bobs 59-Literaturpreis für Menschen mit Behinderung, „Es hört sich an wie eine Melodie“, 2020, ISBN 978-3-86685-757-5
- Auf der Shortlist bei 2. PERGagmenta, Literaturpreis (A), 2020